# Leptomyrmex fragilis
Leptomyrmex fragilis är en myrart som först beskrevs av Smith 1859.  Leptomyrmex fragilis ingår i släktet Leptomyrmex och familjen myror.

## Underarter
Arten delas in i följande underarter:
- L. f. femoratus
- L. f. fragilis
- L. f. maculatus
- L. f. melanoticus

## Bildgalleri

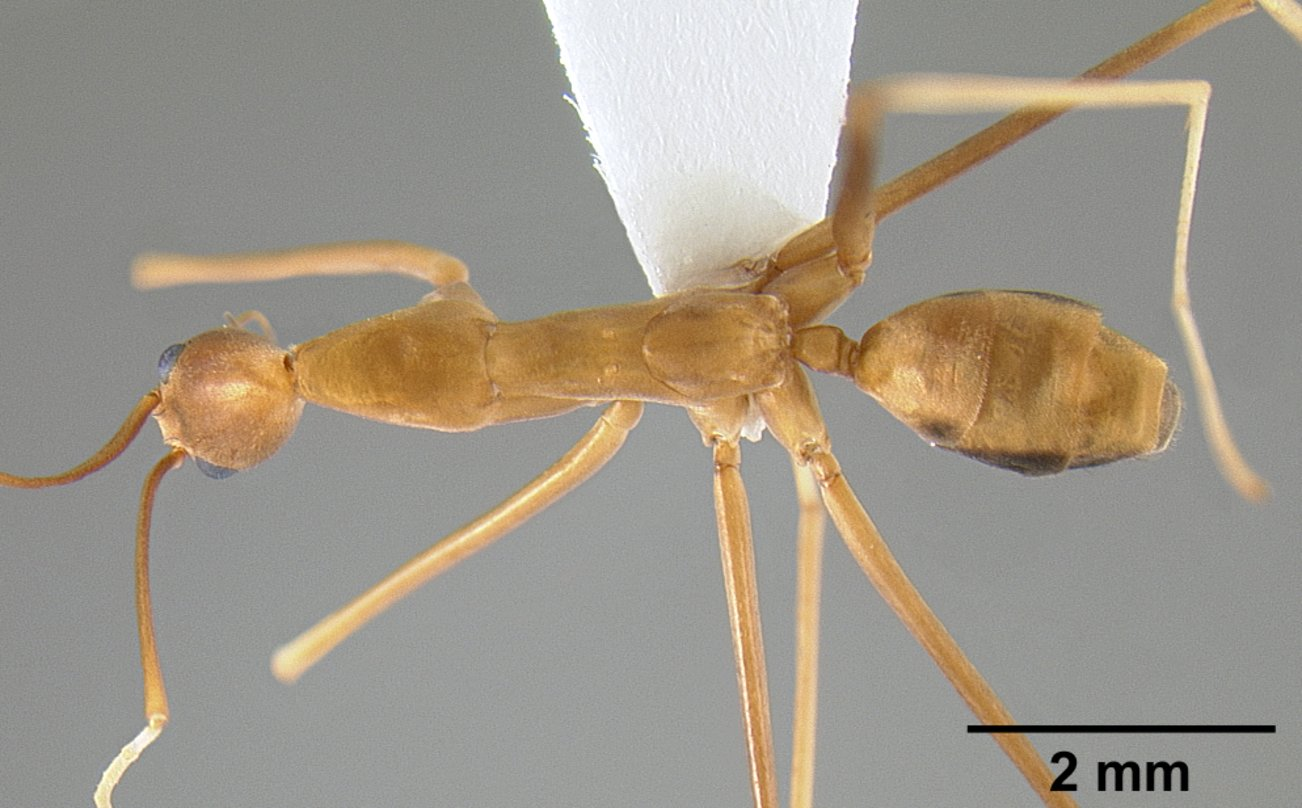
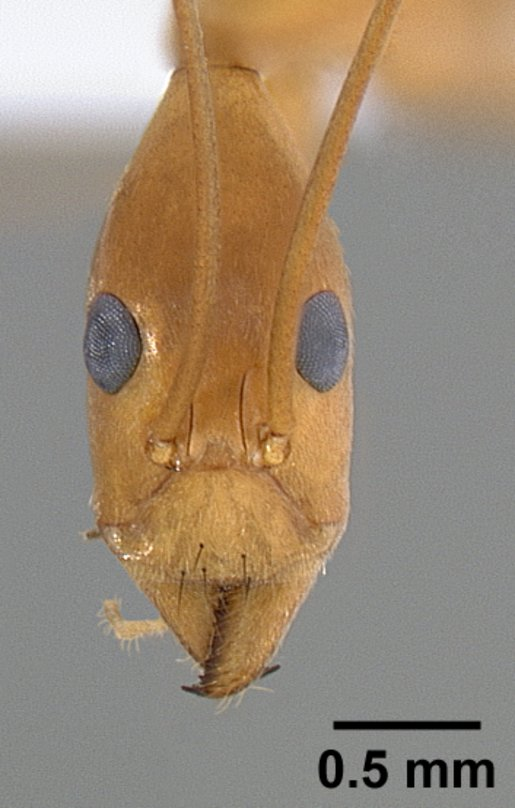
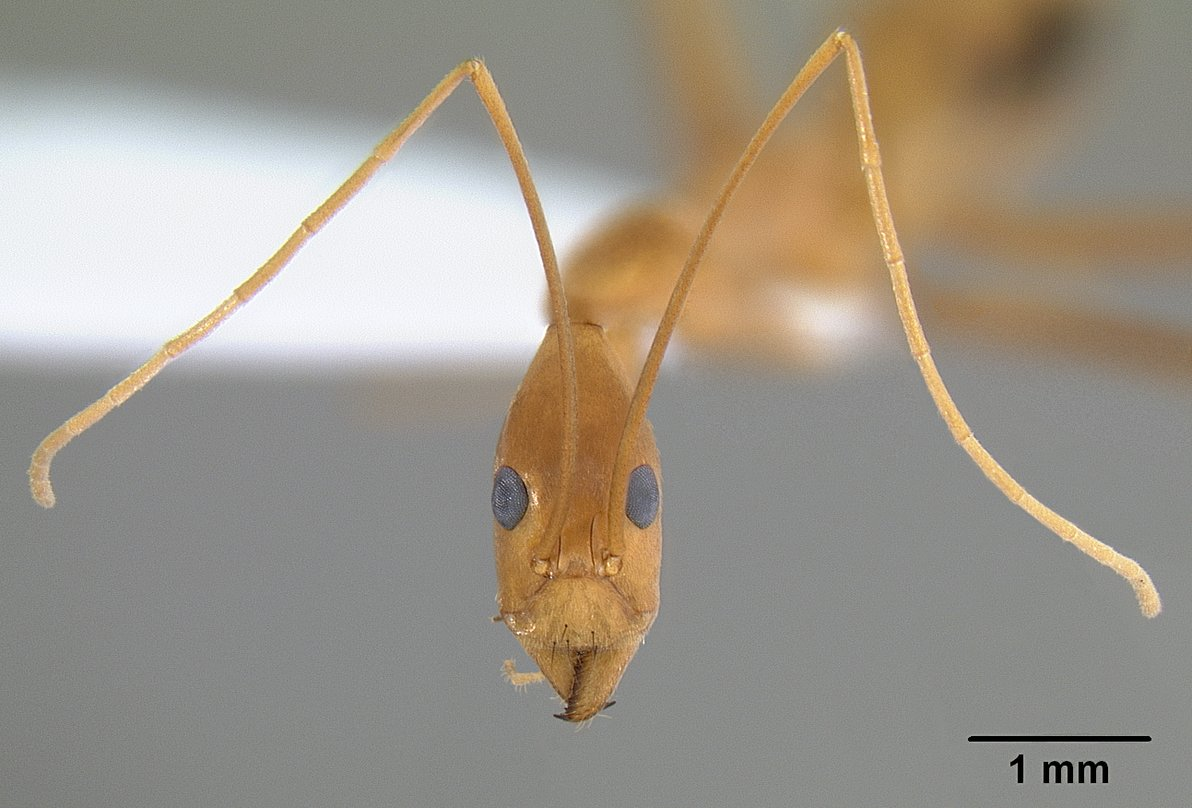
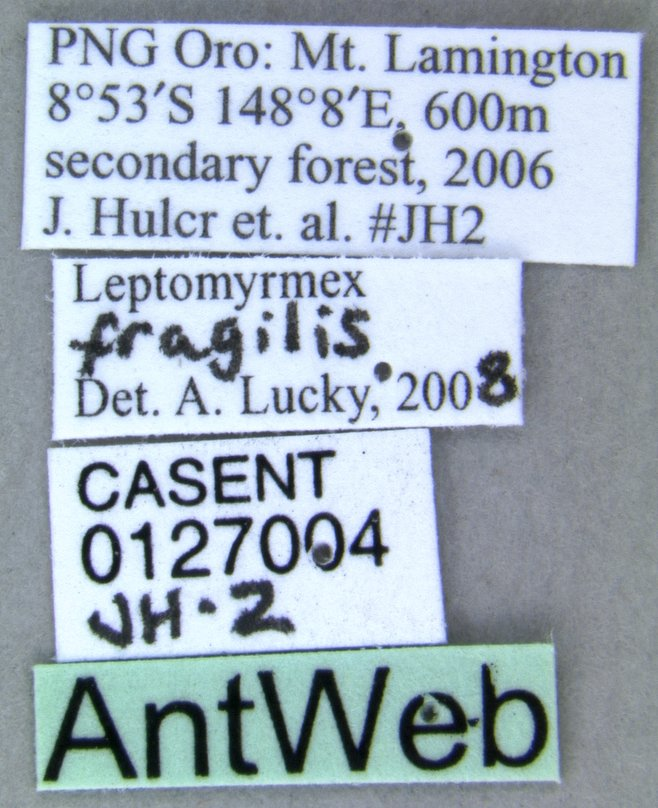
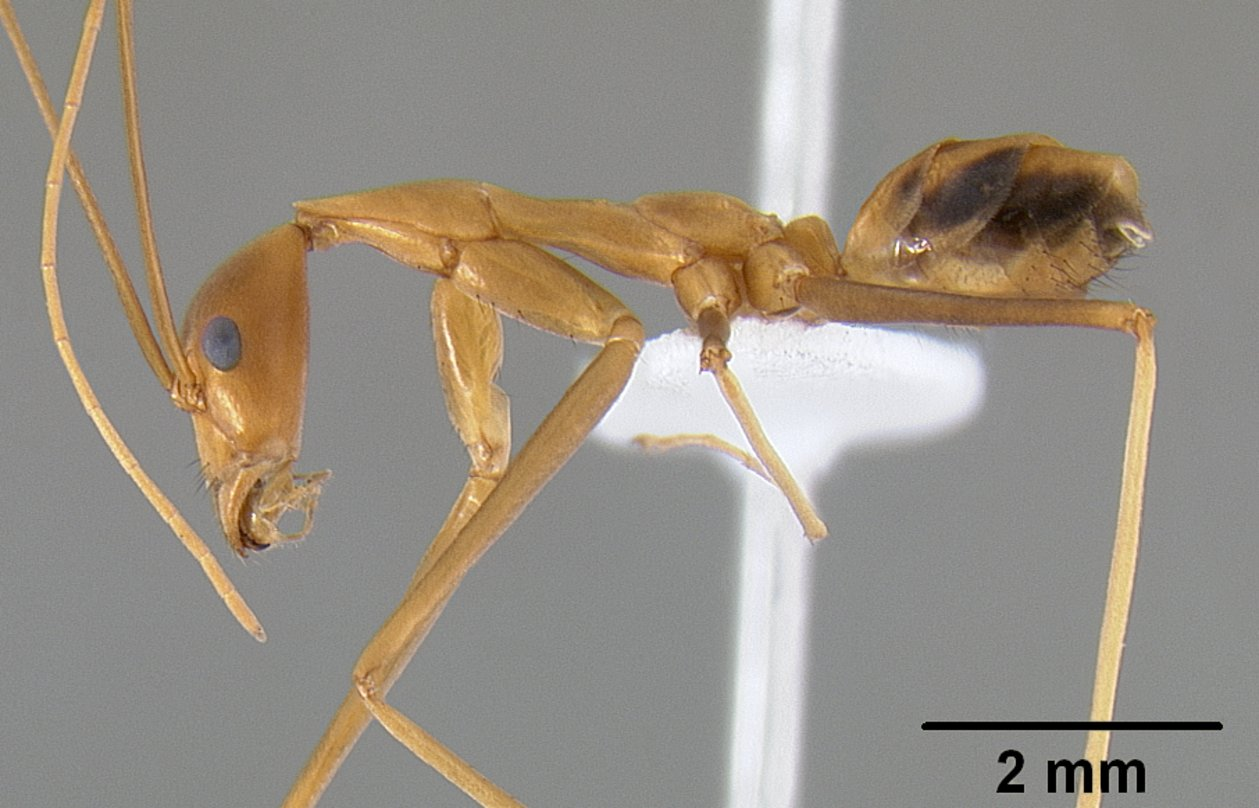
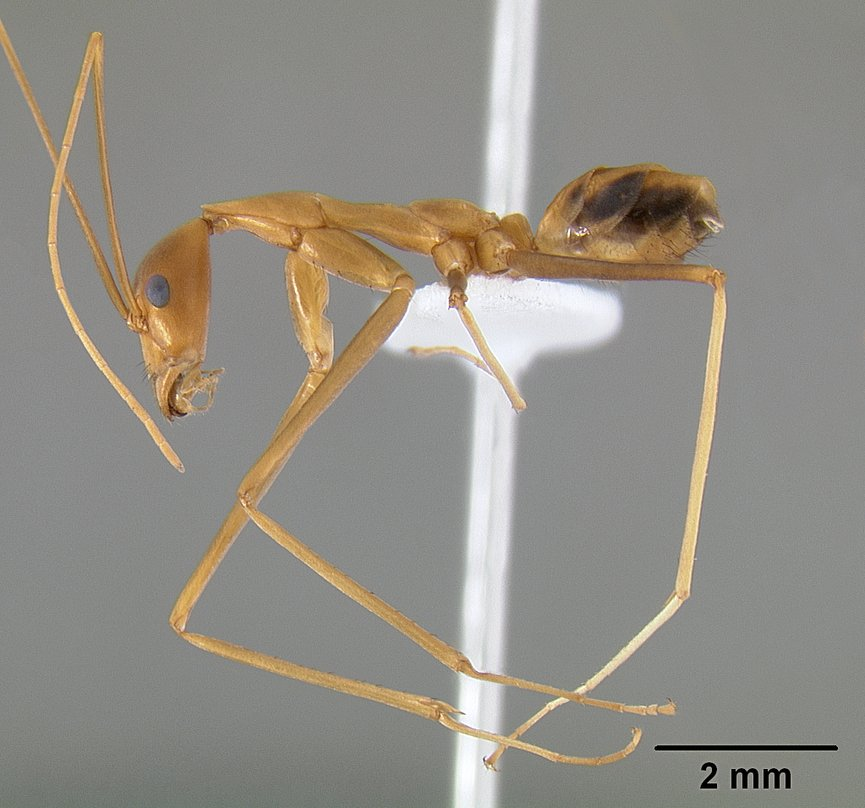